# Onthophagus keralensis
Onthophagus keralensis là một loài bọ cánh cứng trong họ Bọ hung (Scarabaeidae).